# 聖德米特里教堂 (達利)

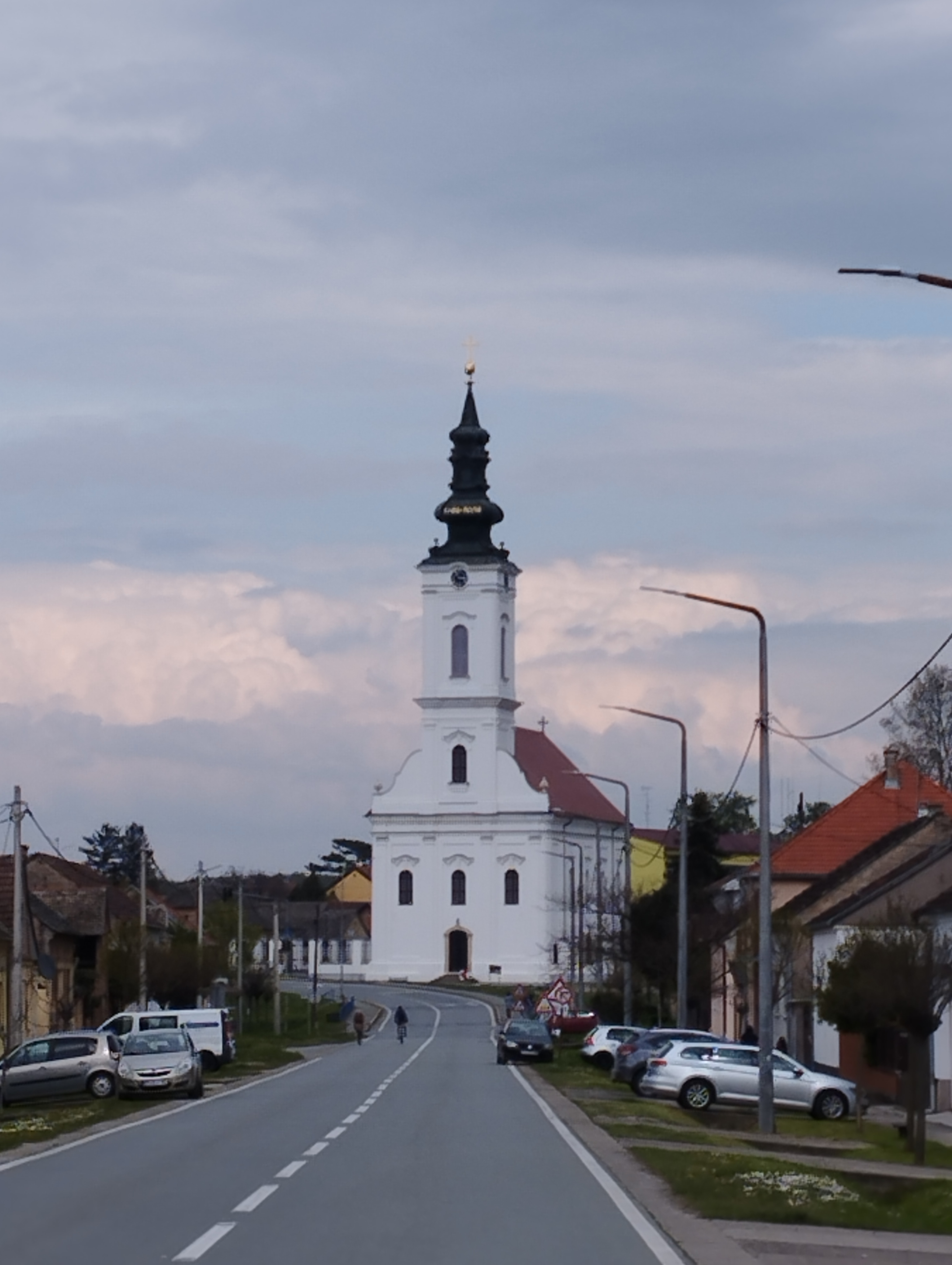

聖德米特里教堂是位於克羅埃西亞村莊達利的一個塞爾維亞正教會的教堂。